# 黑夜之牆
黑夜之牆（英語：Walls of Night），是阿爾達（世界）最外圍的邊界，一踏出黑夜之牆，就是什麼都沒有的空虛之境。要注意的是，遠古時的阿爾達，是一個平面，而非球形，外部四面環海，那是外環海，黑夜之牆包圍之。
外環海東西兩邊極闊而南北兩邊極窄，所以米爾寇就在那裡秘密地越過黑夜之牆進入中土大陸北部，建起要塞烏塔莫。